# Anatoli Moissejewitsch Werschik

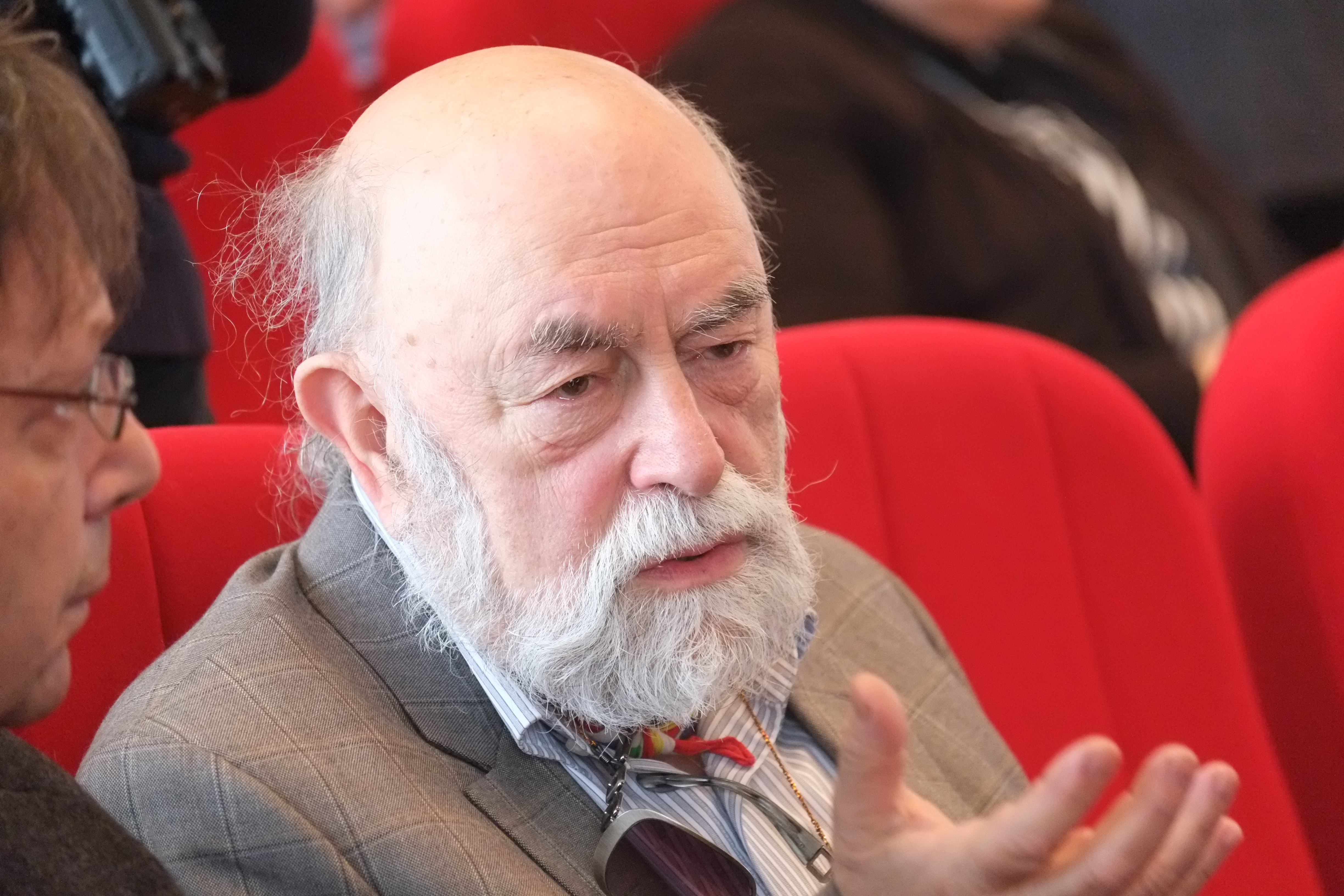
Anatoli Werschik (2014)

Anatoli Moissejewitsch Werschik (russisch Анатолий Моисеевич Вершик, englische Transkription Anatoly Moiseevich Vershik, * 28. Dezember 1933 in Leningrad, Russische SFSR, Sowjetunion; † 14. Februar 2024 in Sankt Petersburg, Russland) war ein sowjetischer und russischer Mathematiker.

## Leben und Werk
Werschik studierte ab 1951 an der Staatlichen Universität „A. A. Schdanow“ Leningrad und war dort nach einer Unterbrechung 1956 bis 1958 im Rechendienst der Marine ab 1958 Doktorand in der Fakultät für Mathematik und Mechanik. 1963 promovierte er (Gauß’sche Dynamische Systeme) und 1974 habilitierte er sich (Approximation in der Maßtheorie) dort bei Wladimir Rochlin. Ab 1962 lehrte er an der Staatlichen Universität Leningrad. 1985 erhielt er dort eine volle Professur und war 2009 dort Professor für Analysis. Ab 1992 war er am Steklow-Institut in Sankt Petersburg (POMI), wo er die Abteilung Darstellungstheorie und Numerische Mathematik leitete. 1985 bis 2008 leitete er die Abteilung Mathematik im Wissenschaftshaus in Sankt Petersburg und von 1998 bis 2008 war er Präsident der Sankt Petersburger Mathematischen Gesellschaft. Er war unter anderem Gastprofessor an der University of California, Berkeley (Miller-Gastprofessor 1994/95) und 2008 Simons Professor am MSRI.
Werschik beschäftigte sich mit Darstellungstheorie und deren Anwendungen, dynamischen Systemen, Ergodentheorie, Wahrscheinlichkeitstheorie, Maßtheorie, Geometrie (konvexe Geometrie, Sub-Riemannsche Geometrie, Diskrete Geometrie), mathematischer Optimierung und Kombinatorik. Er verfasste über 220 Forschungsartikel und gab 15 Sammelbände heraus (2009). Bekannt ist seine Arbeit über längste ansteigende Unterfolgen in der Kombinatorik. Anfang der 1970er-Jahre befasste er sich mit der Klassifikation von Filtrierungen. Er zeigte, dass es auf dem gleichen Wahrscheinlichkeitsraum nicht isomorphe Filtrierungen geben kann und führte Standard-Filtrierungen ein.
2008 erhielt er den Humboldt-Forschungspreis. Er war Invited Speaker auf dem ICM 1974 in Vancouver (konnte dort aber den Vortrag – über dynamische Systeme – nicht halten) und 1994 in Zürich (Vortrag über Asymptotic combinatorics and algebraic analysis). Er war Fellow der American Mathematical Society. 2015 wurde er in die Academia Europaea gewählt.
Zu seinen Doktoranden gehören Dmitri Burago, Alexander Barvinok, Sergey Fomin und Sergei Kerow.
Werschik war verheiratet und hatte eine Tochter, Anna Werschik (* 1968), Professorin für Linguistik (Jiddisch) an der Universität Tallinn und Übersetzerin.